# Lijst van burgemeesters van Westervoort
Dit is een lijst van burgemeesters van de Nederlandse gemeente Westervoort in de provincie Gelderland.
| Ambtsperiode             | Naam burgemeester                                                       | Partij of stroming | Bijzonderheden                                    |
| ------------------------ | ----------------------------------------------------------------------- | ------------------ | ------------------------------------------------- |
| 1811 - 1814              | Johannes Wilhelmus Koch                                                 |                    | maire                                             |
| 1814 - 1817              | G. van Santbergen                                                       |                    | schout                                            |
| 1818 - 1832              | J.J.Chr. Gaymans                                                        |                    |                                                   |
| 1832 - 1844              | L. van Santbergen                                                       |                    |                                                   |
| 1844 - 1848              | Mr. Gerard Jacobus van Hasselt                                          |                    |                                                   |
| 1848 - 1852              | Mr. E.F.J. Weerts                                                       |                    |                                                   |
| 1852 - 1856              | Mr. A.M. van Oordt                                                      |                    |                                                   |
| 1856 - 1857              | Jhr. Christiaan Johannes Stern                                          |                    |                                                   |
| 1858 - 1863              | P.L. Ebeling                                                            |                    |                                                   |
| 1863 - 1867              | C.W. graaf van Limburg Stirum                                           |                    |                                                   |
| 1867 - 1875              | D. de Rooij                                                             |                    |                                                   |
| 1875 - 1880              | Frederik Justus Hendrik Lodewijk (F.J.H.L.) baron d'Aulnis de Bourouill |                    | Aansluitend burgemeester van Rheden               |
| 1880 - 1896              | A.G.Marin                                                               |                    |                                                   |
| 1896 - 1899              | M.C.Thijssen                                                            |                    |                                                   |
| 1899 - 1936              | A.H.C.M. Vos de Wael                                                    |                    |                                                   |
| 1936 - 1940              | Wilhelmus van Elk                                                       |                    |                                                   |
| 1940 - 1962              | Georg (G.H.J.) Wiessing                                                 |                    |                                                   |
| 1962 - 1970              | A.P.J. van Bastelaar                                                    | KVP                |                                                   |
| 1971 - 1980              | Drs. Franz (F.C.W) Grienberger                                          | KVP                |                                                   |
| 1981                     | Piet (P.J.) Cramwinckel                                                 | CDA                | waarnemend                                        |
| 1981 - 2002              | Johan (J.A.F.) van Osch                                                 | CDA                |                                                   |
| 2002 - 2006              | Will (W.M.) de Laat                                                     | CDA                | Waarnemend                                        |
| 2006 - 1 maart 2013      | Jos (J.J.G.M.) Geukers                                                  | CDA                | Heeft met ingang van 1 maart 2013 ontslag genomen |
| 2013 - 5 september 2013  | Annelies (A.E.H.) van der Kolk                                          | ChristenUnie       | Waarnemend                                        |
| 6 september 2013 - heden | Arend (A.J.) van Hout                                                   | VVD                |                                                   |